# مترو اترنت

## مترو اترنت
شبکه اترنت کلانشهری/شهری، اترنت حامل یا شبکه مترو اترنت یک شبکه منطقه کلانشهری است که بر اساس استانداردهای اترنت است. معمولاً برای اتصال مشترکین به یک شبکه خدمات بزرگتر یا برای دسترسی به اینترنت استفاده می‌شود. کسب‌وکارها همچنین می‌توانند از اترنت کلانشهری برای اتصال دفاتر خود به یکدیگر استفاده کنند.
یک رابط اترنت معمولاً مقرون به صرفه تر از یک رابط سلسله همگام رقمی (SONET/SDH) یا رابط سلسله مراتبی دیجیتال پلزیوکرون (PDH) با همان پهنای باند است. یکی دیگر از مزایای متمایز شبکه دسترسی مبتنی بر اترنت این است که به دلیل استفاده رایج از اترنت در شبکه‌های شرکتی و مسکونی، می‌توان آن را به راحتی به شبکه مشتری متصل کرد. شبکه یک ارائه دهنده خدمات معمولی شامل مجموعه ای از سوئیچ‌ها و روترها است که از طریق فیبر نوری متصل شده‌اند. توپولوژی می‌تواند یک حلقه، توپی و پره (ستاره)، مش کامل یا جزئی باشد. شبکه همچنین دارای یک سلسله مراتب خواهد بود: هسته، توزیع (تجمع) و دسترسی. هسته در اکثر موارد یک ستون فقرات IP/MPLS موجود است، اما ممکن است به اشکال جدیدتر انتقال اترنت در قالب سرعت‌های 10 گیگابیت بر ثانیه، 40 گیگابیت بر ثانیه، یا 100 گیگابیت بر ثانیه یا حتی احتمالاً 400 گیگابیت بر ثانیه به شبکه ترابیت اترنت در آینده مهاجرت کند.
اترنت روی شبکه کلانشهری را می‌توان به عنوان اترنت خالص، اترنت روی سلسله همگام رقمی، اترنت روی راهگزینی برچسب چند پروتکلی (MPLS) یا اترنت روی DWDM استفاده کرد. استقرار مبتنی بر اترنت بدون حمل و نقل زیربنایی دیگر ارزان‌تر است، اما اجرای آن به شیوه‌ای انعطاف‌پذیر و مقیاس‌پذیر سخت‌تر است، که استفاده از آن را محدود به استقرار در مقیاس کوچک یا آزمایشی کرده است. استقرارهای مبتنی بر SDH زمانی مفید هستند که یک زیرساخت SDH موجود در حال حاضر وجود داشته باشد. نقص اصلی آن از دست دادن انعطاف‌پذیری در مدیریت پهنای باند به دلیل سلسله مراتب سفت و سخت تحمیل شده توسط شبکه SDH است. استقرارهای مبتنی بر MPLS پرهزینه اما بسیار قابل اعتماد و مقیاس پذیر هستند و معمولاً توسط ارائه دهندگان خدمات بزرگ استفاده می‌شوند.

## شبکه کلانشهری
دامنه‌های شبکه بدون توجه به فناوری حمل و نقل انتخاب شده برای اجرای شبکه‌های شهری وجود دارند: دسترسی، تجمیع/توزیع و هسته.

دستگاه‌های دسترسی معمولاً در محل، واحد یا ایستگاه پایه بی‌سیم مشتری وجود دارند. این شبکه ای است که تجهیزات مشتری را به هم متصل می‌کند و ممکن است شامل پایانه شبکه نوری (ONT)، یک دروازه مسکونی یا روتر اداری باشد.

تجمیع در یک شبکه توزیع مانند یک بخش ODN رخ می‌دهد. اغلب شبکه‌های نوری غیرفعال، مایکرویو یا خطوط مشترک دیجیتالی استفاده می‌شوند، اما برخی از آنها از اترنت نقطه به نقطه بر روی فیبر مستقیم «خانه‌ای» استفاده می‌کنند. این بخش از شبکه شامل گره‌هایی مانند سوئیچ‌های چند مستأجر، پایانه‌های خط نوری در یک کارخانه بیرونی یا کابینت دفتر مرکزی، اترنت در تجهیزات فرست مایل یا پل‌های ارائه دهنده است.

یک شبکه کلانشهری ممکن است شامل فن آوری‌های حمل و نقل MPLS، PBB-TE و T-MPLS باشد که هر کدام دارای انعطاف‌پذیری و تکنیک‌های مدیریتی خاص خود هستند. یک شبکه اصلی اغلب از IP-MPLS برای اتصال شبکه‌های کلانشهری مختلف به یکدیگر استفاده می‌کند.
بسیاری از عملکردهای اترنت شبکه کلانشهر مانند خطوط خصوصی مجازی یا شبکه‌های خصوصی مجازی با استفاده از برچسب‌های VLAN اترنت اجرا می‌شوند که امکان تمایز هر بخش از شبکه را فراهم می‌کنند. تمایز منطقی شبکه فیزیکی به شناسایی حقوقی که ترافیک دارد و تسهیل مدیریت حقوق دسترسی هاست نسبت به سایر کاربران و شبکه‌ها کمک می‌کند.

#### شبکه کلانشهری اترنت مبتنی بر راهگزینی برچسب چندپروتکلی
یک شبکه مترو اترنت راهگزینی چند پروتکلی (MPLS) از MPLS در شبکه ارائه دهنده خدمات استفاده می کند. مشترک یک رابط اترنت روی مس (مثلاً 100BASE-TX) یا فیبر (مانند 100BASE-FX) دریافت می کند. بسته اترنت مشتری از طریق MPLS منتقل می شود و شبکه ارائه دهنده خدمات مجدداً از اترنت به عنوان فناوری اساسی برای انتقال MPLS استفاده می کند.

یکی از مکانیسم‌های بازیابی مورد استفاده در شبکه‌های اترنت مترو مبتنی بر MPLS، مسیر مجدد سریع (FRR) برای دستیابی به همگرایی زیر 50 میلی‌ثانیه حفاظت محلی MPLS است. برای هر موقعیت استقرار، سود در مقابل هزینه MPLS باید به دقت سنجیده شود، بنابراین اگر در شبکه توزیع حامل اجرا نشود، ممکن است مزایای بیشتری برای MPLS شبکه اصلی داشته باشد. در برخی شرایط، هزینه ممکن است مزایا را تضمین نکند، به خصوص اگر زمان همگرایی زیر 50 میلی ثانیه در حال حاضر با اترنت خالص به دست آمده باشد.

مقایسه اترنت مترو مبتنی بر MPLS در برابر اترنت MAN خالص:
مقیاس پذیری

در یک شبکه VLAN اترنت که به درستی طراحی شده است، هر مسیر سوئیچ شده می تواند 4094 VLAN تک تگ داشته باشد. برخی از سوئیچ‌های تجمیع و هسته می‌توانند ترافیک را با استفاده از IEEE 802.1ad VLAN stacking با دو VLAN طبقه‌بندی کنند، بنابراین با چنین دستگاه‌های تجمعی که به درستی در مرکز یک شبکه قرار می‌گیرند، بخش‌های انتهایی و حلقه‌های دستگاه‌های تگ تنها می‌توانند ترافیک مورد نیاز خود را دریافت کنند. هنگام استفاده از MPLS، VLAN های اترنت فقط معنای محلی دارند (مانند Frame Relay PVC). ملاحظات مقیاس پذیری مشابه برای آدرس های MAC اعمال می شود که در آن در یک اترنت MAN لایه 2 خالص همه آدرس های MAC در سراسر شبکه به اشتراک گذاشته می شوند، اگرچه این موضوع را می توان با طراحی شبکه هوشمند و انتخاب سوئیچ هایی با جداول MAC برای اندازه بخش های شبکه مدیریت کرد.
تاب آوری

انعطاف‌پذیری خالص شبکه اترنت متکی به یک پروتکل درخت پوشا، IEEE 802.1w RSTP یا IEEE 802.1s MSTP (همگرایی 30 تا زیر 50 میلی ثانیه بسته به طراحی شبکه) است در حالی که MAN های مبتنی بر MPLS از مکانیسم هایی مانند MPLS Fast Reroute (مانند SDH) استفاده می کنند(زمان همگرایی 50 میلی ثانیه). مترو اترنت همچنین می‌تواند از تجمع پیوند یا حلقه بسته انعطاف‌پذیر برای افزودن افزونگی پیوند و بازیابی در شبکه‌های توزیع استفاده کند. همگرایی RSTP برخی از فروشندگان اترنت نیز زیر 50 میلی ثانیه است، اما این زمان همگرایی ممکن است از فروشنده ای به فروشنده دیگر متفاوت باشد.
شبکه های کلانشهری مبتنی بر راهگزینی برچسب چندپروتکلی مجموعه گسترده ای از عیب‌یابی و ابزارهای مبتنی بر OAM MPLS را ارائه می دهد که توانایی ارائه دهندگان خدمات را برای عیب‌یابی و تشخیص مؤثر مشکلات شبکه تقویت می کند. اینها به عنوان مثال، پینگ MAC، MAC traceroute، پینگ LSP و غیره هستند. با این حال، ابزارهای اترنت OAM در IEEE 802.1AB، IEEE 802.1ag[4] و اترنت در فرست مایل (IEEE 802.3ah[5]) تعریف شده اند. نظارت و عیب‌یابی شبکه های اترنت EOAM (عملیات، مدیریت و نگهداری اترنت) پروتکلی برای نصب، نظارت و عیب‌یابی شبکه های شهری ها و شبکه های گسترده است.

##### اترنت از طریق بی‌سیم
برخی از ارائه دهندگان خدمات شبکه های اترنت مترو را با استفاده از فناوری بی‌سیم ثابت مستقر کردند. این شبکه ها معمولاً با اکثر ترافیک شبکه با استفاده از شبکه ای از پیوندهای مایکروویو چند نقطه ای و نقطه به نقطه مهندسی می شوند. اپراتورها اخیراً در بسیاری از موارد به عنوان بی‌سیم مترو شناخته می شوند. ارائه دهندگان Metro Wireless در بسیاری از موارد قادر به تولید زمان نصب کوتاه تری به دلیل مجوزها و مراحل کمتر هستند. بسیاری از مصرف‌کنندگان اکنون به این نوع فناوری تکیه می کنند تا در مناطقی که شرکت های تلفن محلی و شرکت های کابلی به دلیل سرقت مس یا دلایل تجاری دیگر سرویس نمی دهند یا دیگر سرویس نمی دهند، به اینترنت دسترسی دارند. از بی‌سیم نیز معمولاً به عنوان یک مسیر اضافی واقعی به اینترنت استفاده می شود.

1. ↑  Cloud, Fog or Edge: Where to Compute?
Dragi Kimovski, Roland Math´a, Josef Hammer, Narges Mehran, Hermann Hellwagner and Radu Prodan 
Institute of Information Technology (ITEC), University of Klagenfurt
2. ↑  https://en.wikipedia.org/wiki/Metro_Ethernet